# Драгомир Тошич
Драгомир Тошич (на сърбохърватски: Dragomir Tošić / Драгомир Тошић) е югославски футболист, защитник.

## Кариера
Играе като защитник в шампионата на Югославия. Цялата му кариера преминава в БСК от Белград.
През 1930 г. той отива в Уругвай на първото световно първенство заедно с югославския национален отбор. На терена не излиза в нито един от мачовете на турнира. След края на шампионата, дебютира за националния отбор в приятелски мач с Аржентина. От 1930 до 1933 г. за националния отбор изиграва 11 мача. Последният от тях за Тошич е квалификация за Световната купа през 1934 г. срещу Швейцария на 24 септември 1933 г.